# Globularia cordifolia
Globularia cordifolia là một loài thực vật có hoa trong họ Mã đề. Loài này được L. mô tả khoa học đầu tiên năm 1753.

## Hình ảnh

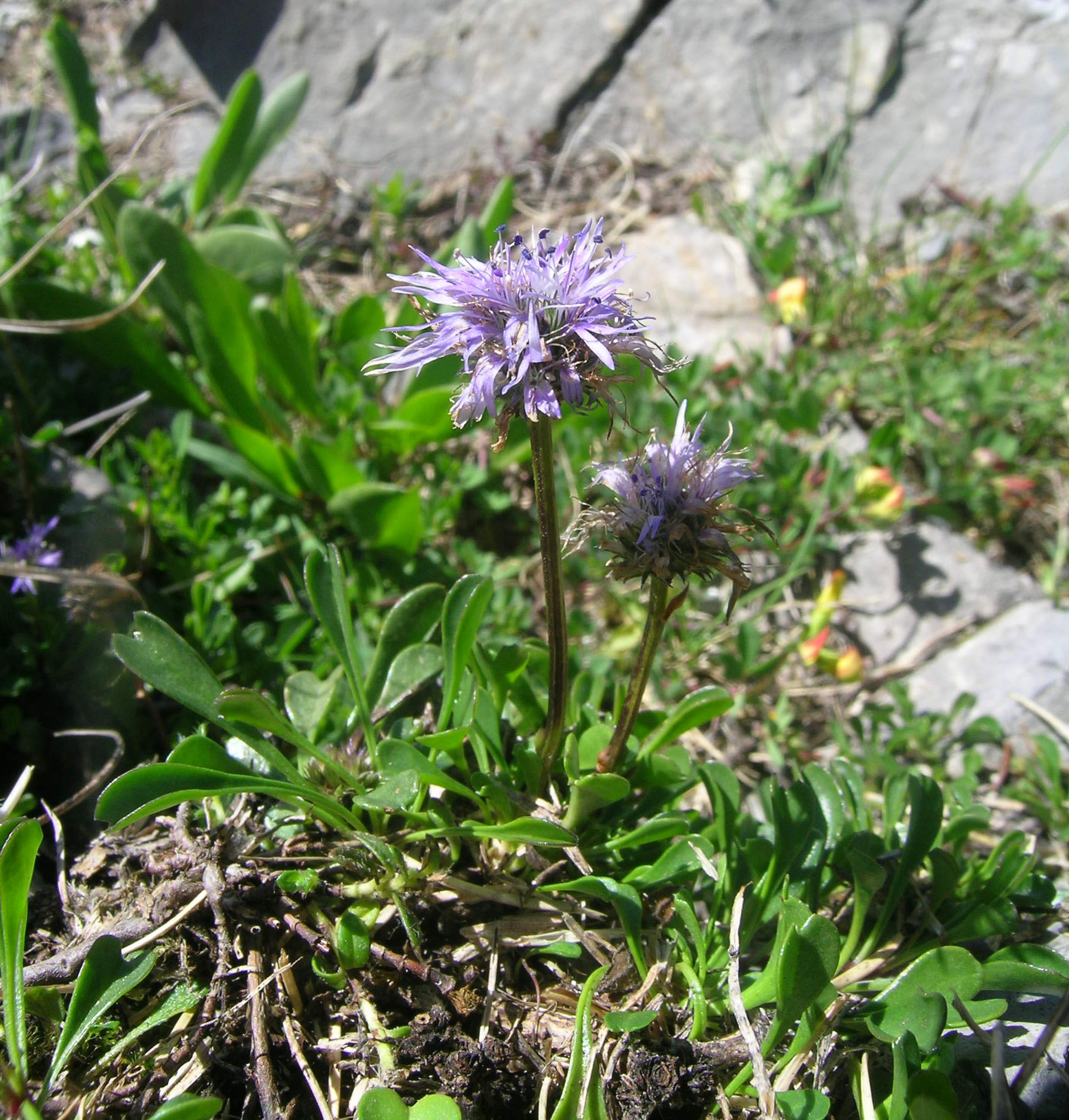
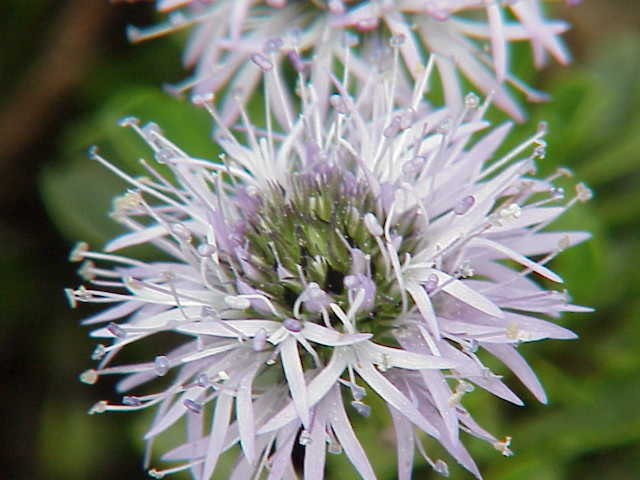
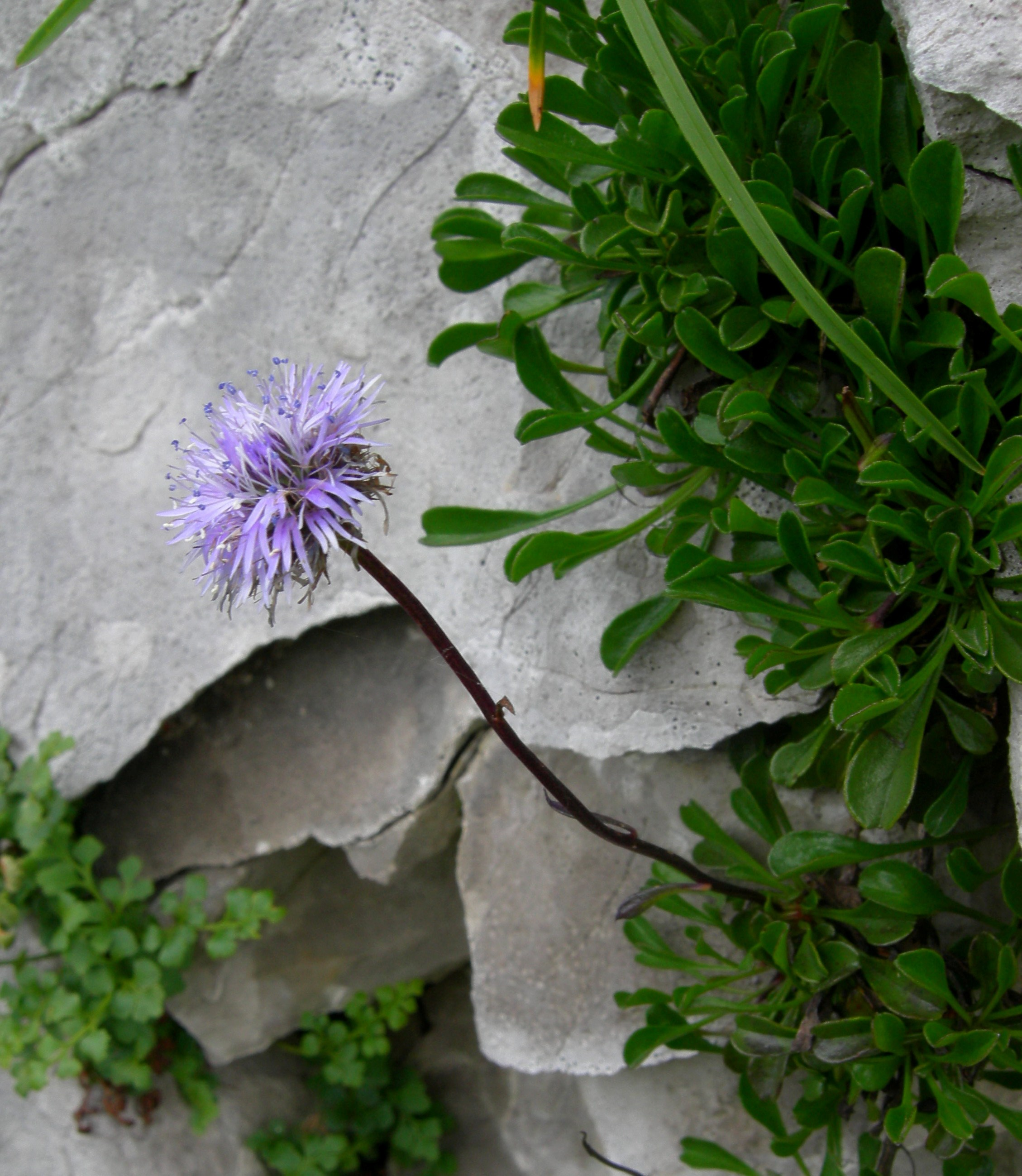
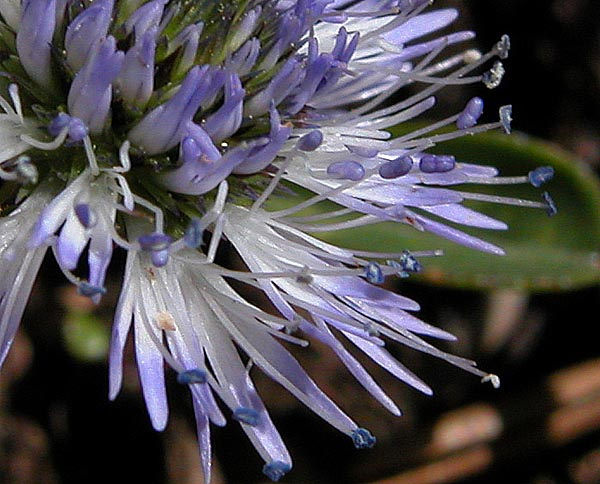